# Zdravotnická záchranná služba Karlovarského kraje
Zdravotnická záchranná služba Karlovarského kraje, příspěvková organizace (ZZS KVK nebo ZZS KV, do 17. ledna 2006 Záchranná a dopravní zdravotní služba Karlovy Vary, příspěvková organizace, poté do 9. června 2012 pod názvem Územní zdravotnická záchranná služba Karlovarského kraje, příspěvková organizace) je příspěvková organizace a provozovatel zdravotnické záchranné služby v Karlovarském kraji. 
Poskytuje zdravotní služby v souladu se zákonem č. 374/2011 Sb., o zdravotnické záchranné službě, zákonem 372/2011 Sb., o zdravotních službách a podmínkách jejich poskytování a v souladu s oprávněním k poskytování zdravotních služeb.
ZZS KVK je příspěvková organizace, která hospodaří s finančními prostředky získanými z vlastní činnosti (z největší části příjmy od zdravotních pojišťoven, které tvoří cca 40 % tržeb), z prostředky přijatými z rozpočtu zřizovatele (cca 59 %) a ostatními prostředky například z darů.
Hlavní náplní činnosti organizace je zajišťování odborné přednemocniční neodkladné péče (PNP) na území Karlovarského kraje. V oblasti Karlovarského kraje je k dispozici celkem 24 výjezdových skupin rozmístěných na 13 výjezdových základnách. Letecká záchranná služba není v Karlovarském kraji provozována.

## Historie
Záchranná služba v Karlových Varech zahájila svoji činnost 10. května 1977.
Karlovy Vary územně spadaly pod Západočeský kraj, zřizovatelem bylo ale anesteziologicko-resuscitační oddělení nemocnice v Karlových Varech. Tehdejší provoz byl však pouze v denní době, od 7.00 do 15.00. V roce 1983 přibyla navíc další směna sloužící do 22.00. Záchranná a dopravní zdravotní služba Karlovy Vary vznikla v roce 1994.
Další změna nastala 1. ledna 2003, kdy Západočeský kraj zanikl jako územně správní jednotka a vznikly nové samosprávné kraje – Plzeňský a Karlovarský kraj. K tomuto datu vznikly nové krajem zřizované záchranné služby Zdravotnická záchranná služba Plzeňského kraje a Záchranná a dopravní zdravotní služba Karlovy Vary. 1. ledna 2006 došlo ke sloučení všech okresních záchranných služeb. 17. ledna 2006 byl změněn název organizace na Územní zdravotnická záchranná služba Karlovarského kraje, příspěvková organizace. K další změně názvu organizace došlo v červnu 2012 na Zdravotnická záchranná služba Karlovarského kraje, příspěvková organizace.

## Činnosti ZZS KVK
Hlavní předmět činnosti:
1. poskytování PNP  na místě vzniku úrazu, náhlého onemocnění a během dopravy k dalšímu odbornému ošetření poskytované ve stavech, které:

- bezprostředně ohrožují život postiženého,
- mohou vést prohlubováním chorobných změn k náhlé smrti,
- působí bez rychlého poskytnutí odborné první pomoci trvalé chorobné změny,
- působí náhlé utrpení a náhlou bolest
- působí změny chování a jednání postiženého, ohrožují jeho samotného nebo jeho okolí.

1. medicína katastrof,
2. činnost územního střediska záchranné služby,
3. spolupráce s ostatními složkami IZS,
4. zabezpečování a organizování lékařské pohotovostní služby,
5. repatriační transporty,
6. mezinemocniční transporty v rámci PNP,
7. plnění úkolů souvisejících s přípravou a řešením mimořádných událostí a krizových situací podle zvláštních zákonů a koncepce krizového řízení v resortu zdravotnictví,
8. školení zaměstnanců dle zákoníku práce,
9. poskytování služeb protialkoholní záchytné stanice pro Karlovarský kraj,
10. zajišťování prohlídek těl zemřelých (služba Koroner),
11. zajištění zdravotnické asistence při sportovních, kulturních a jiných společenských akcích.

Zdravotnická záchranná služba Karlovarského kraje je pro celé území rozmístěna do 13 výjezdových základen. Jednotlivé výjezdové skupiny a služba Koroner jsou řízeny zdravotnickým operačním střediskem se sídlem v Karlových Varech.

## Zdravotnické operační středisko

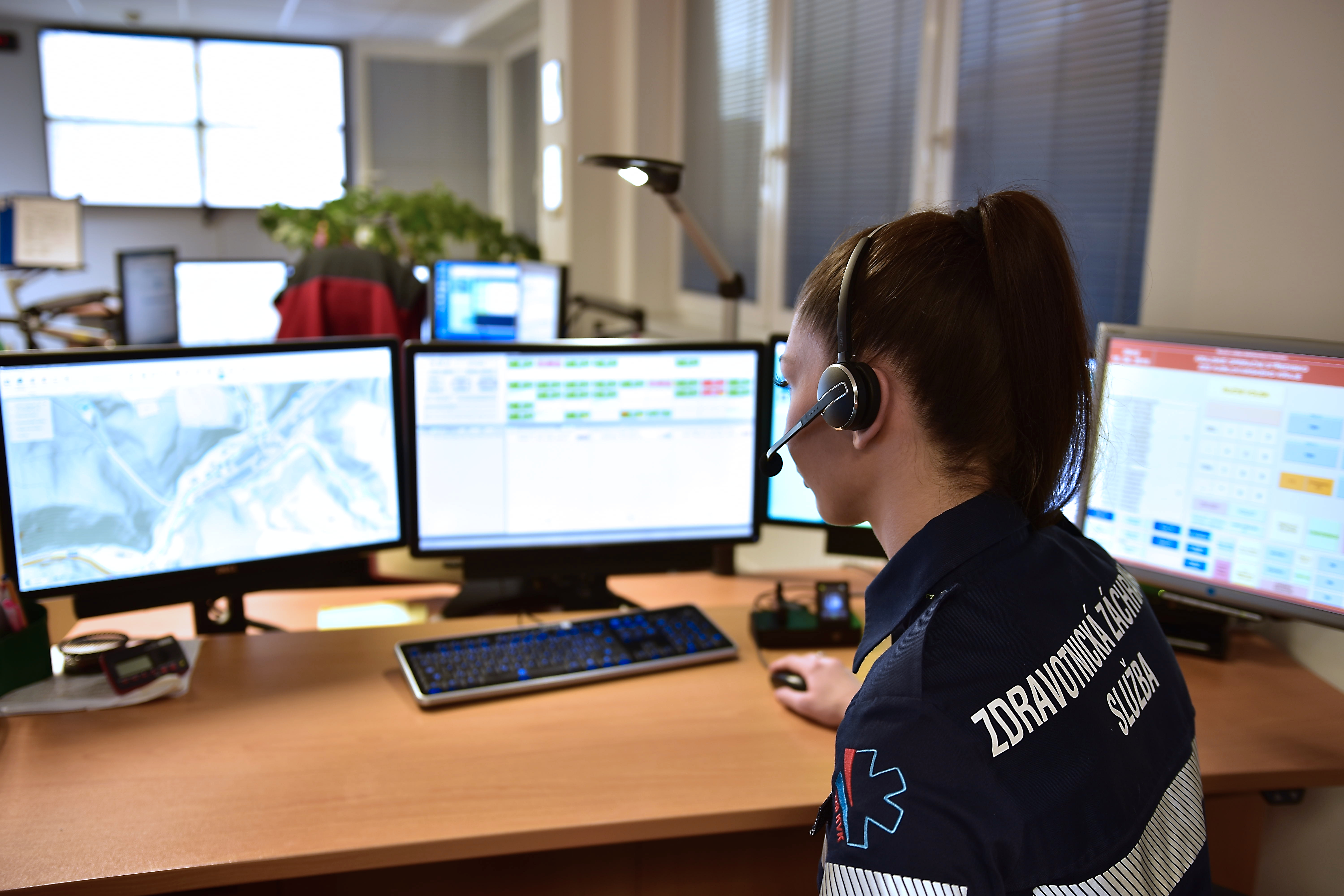
Zdravotnické operační středisko Karlovarského kraje

Zdravotnické operační středisko je centrálním pracovištěm operačního řízení pro Karlovarský kraj, se sídlem v Karlových Varech. Přijímá veškeré tísňové výzvy z pevných a mobilních telefonů na tísňovou linku 155 a dále pak přebírá výzvy zdravotnického charakteru od tísňové linky 112, včetně datové věty od operačního střediska PČR. Dále využívá služeb SMS pro neslyšící.

Historie ZOS ZZS KVK:
V Karlových Varech bylo 1. července 2003 otevřeno distribuované zdravotnické operační středisko (ZOS), pod něž spadaly menší zdravotnická operační střediska v Chebu a Sokolově. 3. května 2012 byl zahájen provoz krajského zdravotnického operačního střediska, které vzniklo sloučením zdravotnických středisek v Chebu, Sokolově a Karlových Varech. Zdravotnické operační středisko pracuje v sídle organizace v Karlových Varech.

## Výjezdové skupiny
Na území celého kraje je k dispozici v nepřetržitém 24hodinovém provozu až 24 výjezdových skupin, jejichž počet se mění s pracovní a noční dobou. V nočních hodinách je počet skupin snížen na 22. Výjezdové skupiny pracují v režimech rychlá zdravotnická pomoc ve složení řidič vozu záchranné služby a zdravotnický záchranář a rychlá lékařská pomoc v systému Rendez-Vous s lékařem v osobním automobilu. Na území Karlovarského kraje je využíván celoplošně pouze víceúrovňový setkávací systém neboli systém Rendez-Vous.

## Výjezdové základny
Karlovarský kraj je v současnosti pokryt sítí 13 výjezdových základen, jejichž organizace je taková, aby byla přednemocniční neodkladná péče zajištěna do 20 minut od přijetí tísňové výzvy. V roce 2000 byly otevřeny nové výjezdové základny v Ostrově a Toužimi. Ještě v roce 2004 bylo v Karlovarském kraji k dispozici jen osm výjezdových základen a dostupnost přednemocniční neodkladné péče byla podle vyhlášky dodržena jen pro asi 85 % obyvatel kraje. V květnu 2006 byla do provozu uvedena nová výjezdová základna v Nejdku a v lednu 2007 ve Žluticích. V listopadu 2007 byla otevřena nová výjezdová základna v Horním Slavkově. V srpnu 2012 bylo do provozu uvedeno nové sídlo Zdravotnické záchranné služby Karlovarského kraje v Karlových Varech, celkové náklady na stavbu budovy činily 75 milionů Kč. V říjnu 2013 se přestěhovala výjezdová základna z Ostrova do Jáchymova z důvodu nevyhovujících podmínek.  V průběhu roku 2014 vznikla nová výjezdová základna v Teplé, s níž byl do oblasti v okolí Mariánských Lázní zaveden systém Rendez-Vous. V říjnu téhož roku byla do provozu uvedena také nová výjezdová základna v Lubech na Chebsku, trvale zde slouží jedna výjezdová skupina rychlé zdravotnické pomoci v denním režimu. Nová budova výjezdové základny v Ostrově byla zprovozněna v roce 2017. V březnu 2017 byla výjezdová základna z Jáchymova opět přesunuta do Ostrova, kde byla postavena nová výjezdová základna.

### Přehled výjezdových základen
| Oblastní středisko | Výjezdová základna |
| Karlovy Vary       | Karlovy Vary       |
| Karlovy Vary       | Ostrov             |
| Karlovy Vary       | Toužim             |
| Karlovy Vary       | Nejdek             |
| Karlovy Vary       | Žlutice            |
| Sokolov            | Sokolov            |
| Sokolov            | Kraslice           |
| Sokolov            | Horní Slavkov      |
| Cheb               | Cheb               |
| Cheb               | Aš                 |
| Cheb               | Mariánské Lázně    |
| Cheb               | Teplá              |
| Cheb               | Luby               |

## Letecká záchranná služba

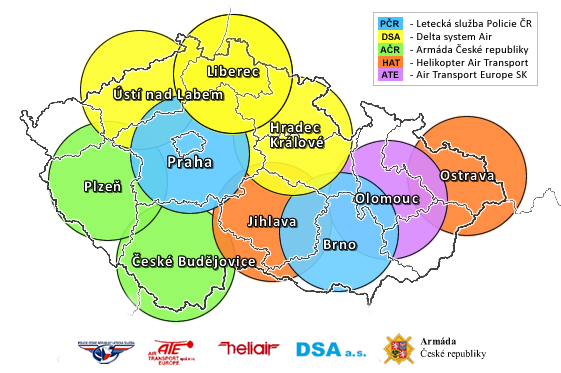
Mapa rozložení stanic letecké záchranné služby v České republice – Karlovarský kraj je leteckou záchrannou službou nedokonale pokryt i z Plzně, nejbližší provozní stanice letecké záchranné služby

Karlovarský kraj na svém území leteckou záchrannou službu (LZS) neprovozuje. Ta je však v případě potřeby zajištěna z Plzeňského kraje vrtulníkem PZL W-3A Sokół s volacím znakem Kryštof 07. Tísňové výzvy koordinuje zdravotnické operační středisko Zdravotnické záchranné služby Plzeňského kraje. 

Problémem Karlovarského kraje je nedokonalé pokrytí prostředky letecké záchranné služby. Akční rádius vrtulníků letecké záchranné služby má rozsah cca 70 km a ani nejbližší vrtulník nedokáže pokrýt oblast Karlovarského kraje. Doletový limit splňuje pouze oblast v okolí Mariánských Lázní.

## Vozový park
Vozový park Zdravotnické záchranné služby Karlovarského kraje zahrnuje především vozidla Volkswagen Transporter ve verzích T6 se skříňovou zástavbou. 

Pro systém Rendez-Vous disponuje karlovarská záchranná služba vozidly Škoda Kodiaq. Nová vozidla Škoda Kodiaq byla do vozového parku zařazena v roce 2017.Vozový park zahrnuje také dva sanitní speciály pro případ mimořádné události.

Každoročně se ve spolupráci se zřizovatelem ZZS KVK snaží o obnovu vozového parku. Byl nastaven systém 5+1, to znamená každoroční obměna 5 RZP a 1 RV. Jen v tomto systému lze udržet vozový park v takovém stavu, aby byl jednak bezpečný pro pacienty a také ekonomicky udržitelný.
Složení vozového parku:
- Ostrý provoz = 24 vozů (19xRZP + 5xRV)
- Záložní vozy = 11 RZP + 4 RV

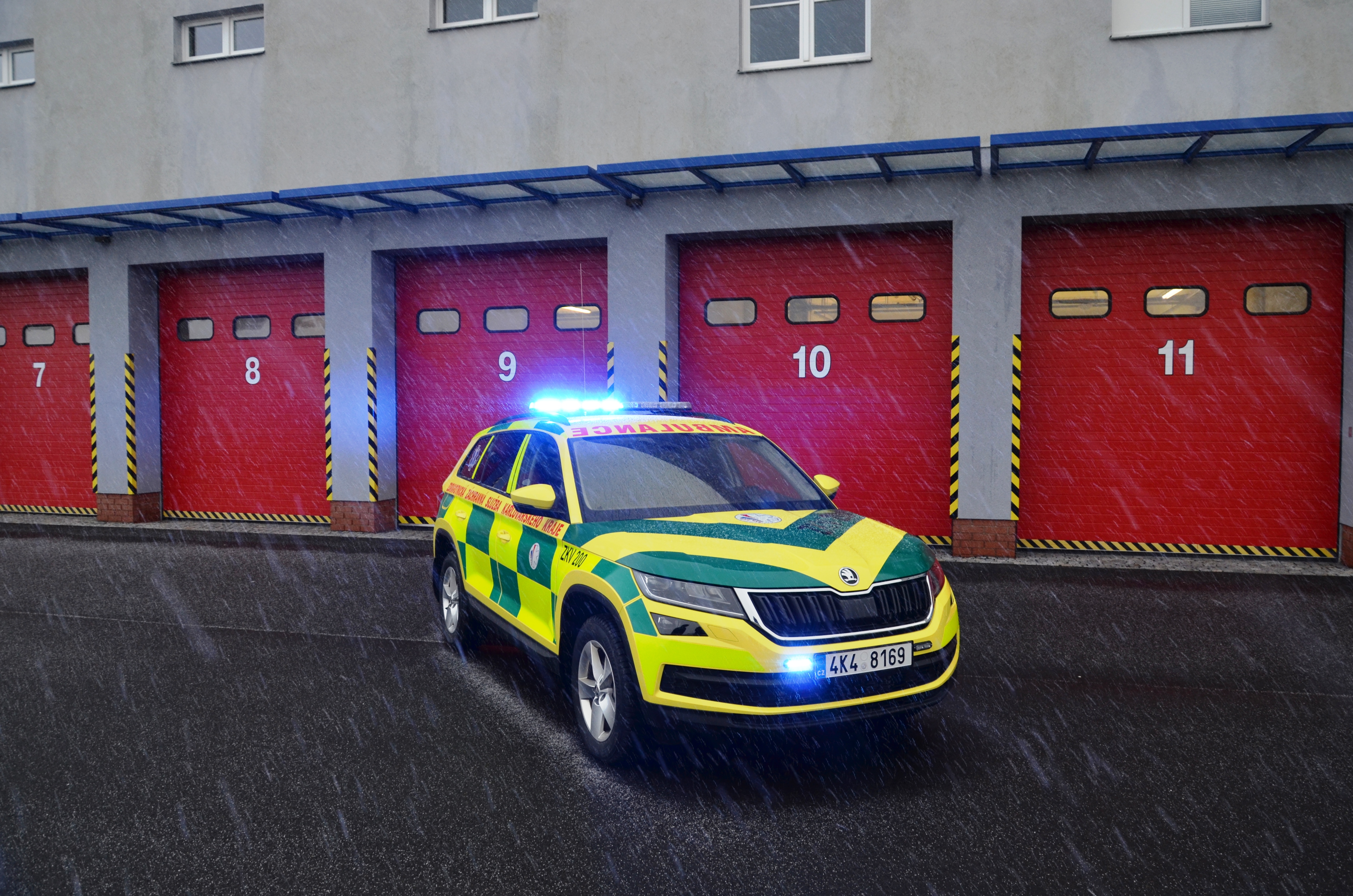
Vůz RV Škoda Kodiaq. Výjezdová skupina lékař a řidič vozu ZZS

- Ostatní = 1x koroner, 2x asistence, 1x novorozenecké transporty

Tyto vozy najednou ročně cca 1,4 milionu kilometrů

## Odkazy

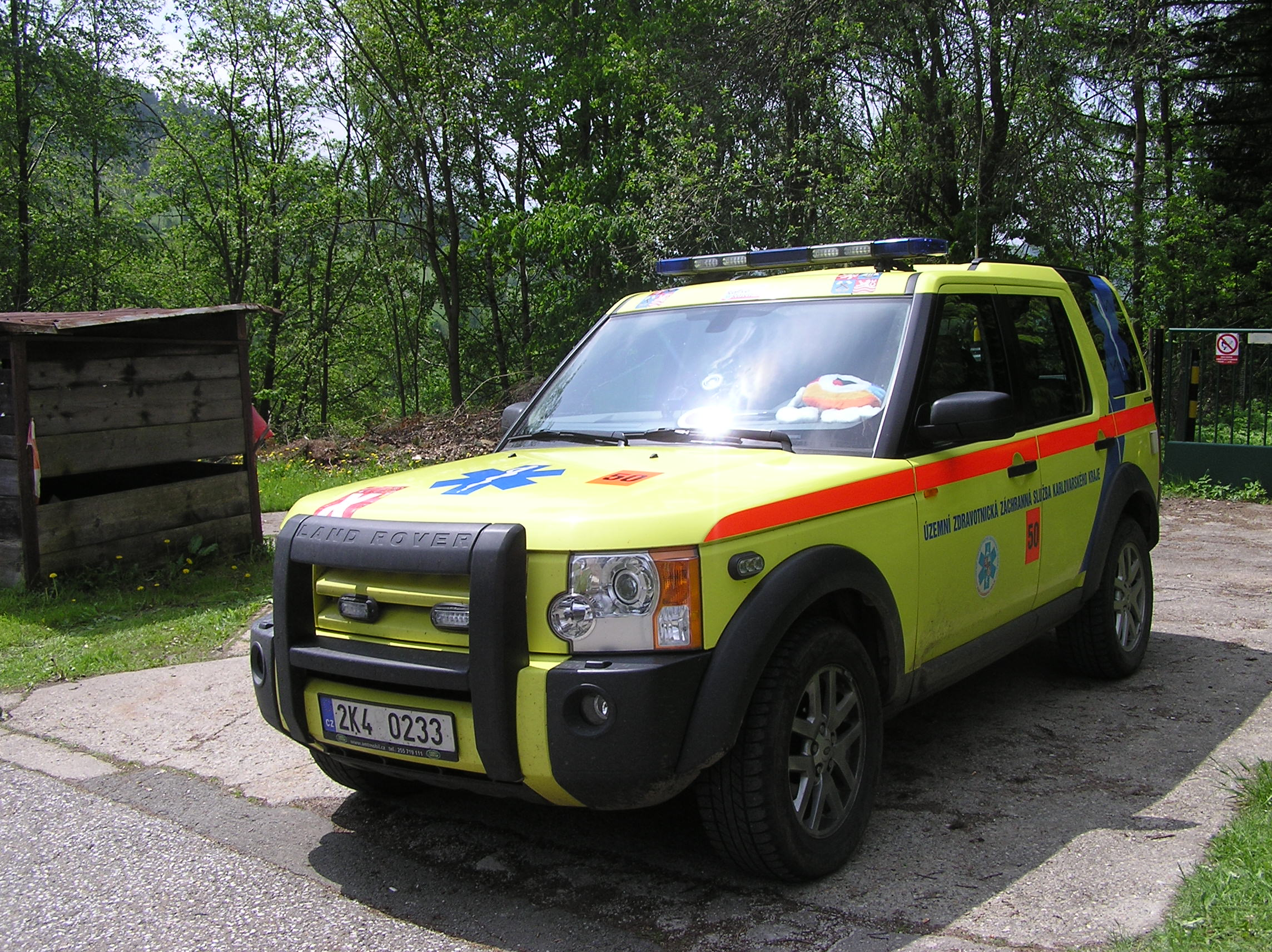
Land Rover Discovery určen pro výjezdy v režimu Rendez-Vous

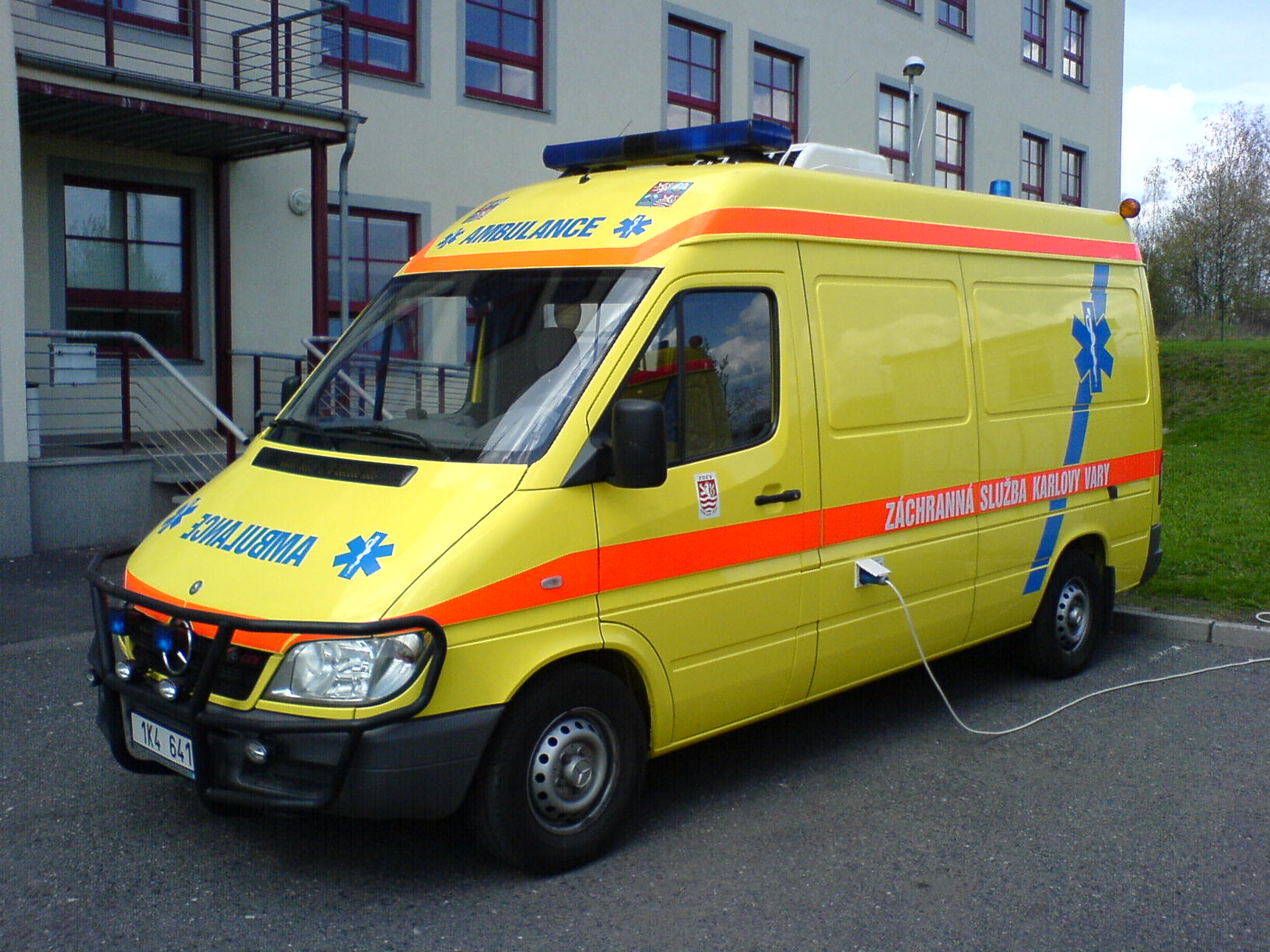
Mercedes-Benz Sprinter Zdravotnické záchranné služby Karlovarského kraje určen pro výjezdové skupiny rychlá zdravotnická pomoc

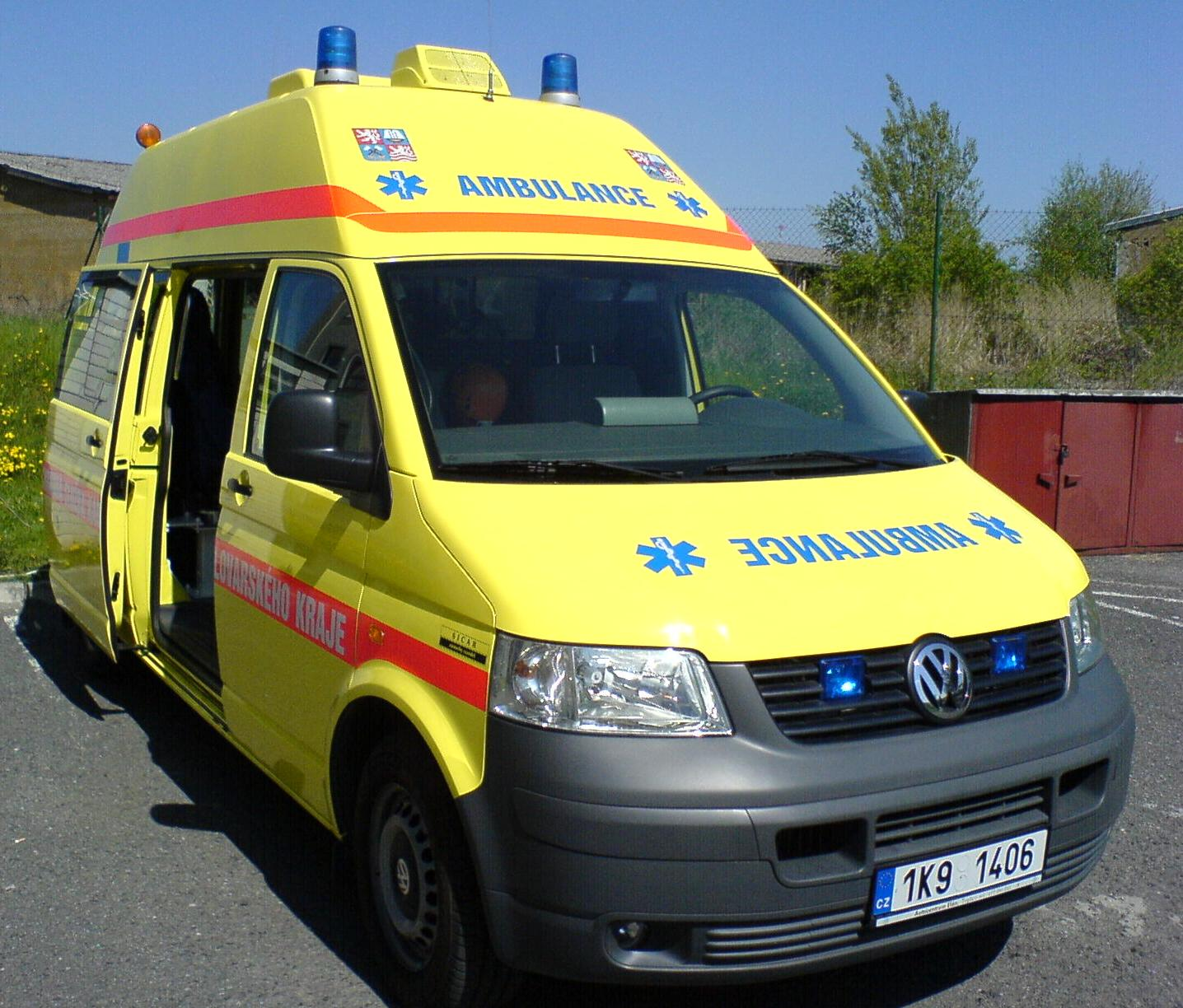
Volkswagen Transporter T5 Zdravotnické záchranné služby Karlovarského kraje

### Reference

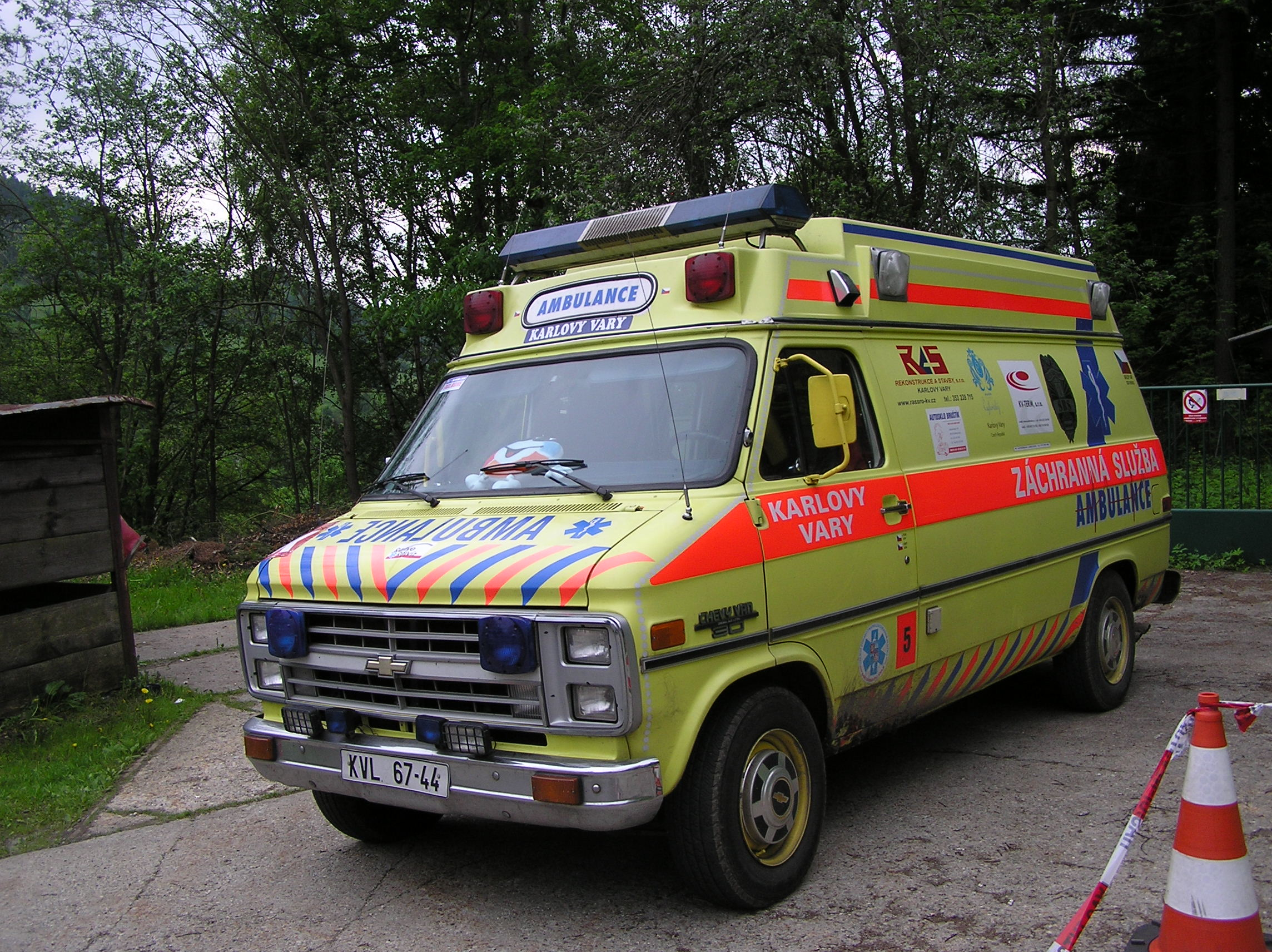
Historické sanitní vozidlo karlovarské záchranné služby